# Hey Lover
Singles de LL Cool J
Stand by Your Man
(1993) Doin' It
(1996)
Singles par Boyz II Men
Brokenhearted
(1995) 4 Seasons of Loneliness
(1996)
Hey Lover est une chanson du rappeur LL Cool J, en collaboration avec Boyz II Men, extrait de l'album Mr. Smith (1995).
La chanson contient un sample de The Lady in My Life (1982) de Michael Jackson.
À la 39e cérémonie des Grammy Awards en 1997, la chanson permet à LL Cool J de remporter un Grammy Award pour la « meilleure performance rap solo ». Il s'agit pour LL Cool J de son deuxième Grammy dans cette catégorie après Mama Said Knock You Out (1992).